# Bambusa arnhemica
La Bambusa arnhemica és una espècie de bambú del gènere Bambusa de la família de les poàcies, ordre de les poals, subclasse de les commelínides, classe de les liliòpsides, divisió dels magnoliofitins.
És una de les tres espècies de bambú originàries d'Austràlia, que creix al nord-oest del Territori del Nord en les riberes del Kakadu.